# V. gimnazija u Zagrebu
V. gimnazija u Zagrebu prirodoslovno-matematička je gimnazija u centru Zagreba. Uza zagrebačku XV. gimnaziju i splitsku III. gimnaziju smatra se jednom od najboljih srednjih škola u Hrvatskoj.  Posebno se ističe na natjecanjima iz matematike, fizike, informatike, kemije, biologije, latinskoga jezika, povijesti, zemljopisa i logike. Ravnatelj gimnazije je Tihomir Engelsfeld.

## Povijest
Peta gimnazija počela je s radom 7. studenog 1938. godine. Kroz proteklih 70 godina u gimnaziji je maturiralo 12 000 učenika i radilo 513 djelatnika. Danas se u V. gimnaziji školuje 709 učenika u 28 razredna odjela. Godišnje se upisuje oko 200 učenika. Učenici pri upisu mogu izabrati jedan od tri programa obrazovanja: opći, matematički ili informatički. 
Jutarnji list je 2009. godine proveo rangiranje škola koje je napravljeno na temelju rezultata nacionalnih ispita koje je Centar za vanjsko vrednovanje obrazovanja proveo 2006., 2007. i 2008. godine kao pripremu za državnu maturu. Uspoređivan je uspjeh koji su učenici postigli na ispitima iz tri glavna predmeta koji će se polagati na maturi: hrvatskog, stranog jezika i matematike. Dodatne bodove su donosila prva tri mjesta osvojena u istom razdoblju na državnim natjecanjima koje provodi Agencija za odgoj i obrazovanje. Osvojeni broj bodova je stavljen u razmjer s brojem učenika u školi. Peta gimnazija je smještena na drugo mjesto, iza Gimnazije Čakovec, a ispred XV. gimnazije.
Učenici V. gimnazije postigli su na maturi 2013. godine u prosjeku najbolje rezultate iz obveznih predmeta što školu čini najboljom u Hrvatskoj.

## Uspjesi
- 2012. Domagoj Ćevid je osvojio zlatnu medalju na međunarodnoj matematičkoj olimpijadi u Argentini te tako postao prvi hrvatski matematički olimpijac s ovom medaljom.
- U 2007./2008. godini na državnim natjecanjima sudjelovalo je preko 100 učenika na 177 natjecanja (od toga 24 sportskih) na kojima su osvojili 17 prvih, 13 drugih i 25 trećih mjesta, te mnoštvo pohvala i priznanja
- U posljednje tri godine na državnim natjecanjima učenici Pete gimnazije su osvojili 24 prva, 33 druga i 38 trećih mjesta, po čemu su najuspješnija srednja škola u Hrvatskoj
- Goran Žužić, bivši učenik, jedan je od 24 najbolja natjecatelja u povijesti Međunarodne informatičke olimpijade, u tri sudjelovanja osvojio je dva zlata i broncu, drugi Hrvat među 24 najbolja je Luka Kalinovčić, učenik XV. gimnazije
- Četiri učenika (Ivo Sluganović, Goran Žužić, Bruno Rahle, Adrian Satja Kurdija) su sudjelovala na informatičkoj olimpijadi u Egiptu 2008. i osvojili jednu zlatnu, jednu srebrnu i dvije brončane medalje
- Tri učenika su sudjelovala na informatičkoj Balkanskoj olimpijadi u Makedoniji i osvojili dvije zlatne i jednu brončanu medalju
- Tri učenika (Adrian Satja Kurdija, Goran Žužić i Ines Marušić) su sudjelovala na matematičkoj olimpijadi u Španjolskoj 2008. godine te su osvojili dvije brončane medalje
- Tri učenika (Nikola Adžaga, Saša Stanko i Petar Sirković) su sudjelovala na matematičkoj olimpijadi u Vijetnamu 2007. godine, a osvojili su jednu brončanu medalju
- Na međunarodnoj konferenciji mladih znanstvenika u održanoj u Poljskoj 2009. godine Mislav Majnarić i Damjan Mitić  Arhivirana inačica izvorne stranice od 10. ožujka 2016. (Wayback Machine) osvojili su treće mjesto u kategoriji biologije
- Na matematičkoj olimpijadi u Sloveniji 2006. godine Goran Dražić je osvojio srebrnu, a Nikola Adžaga brončanu medalju, sudjelovao je i Vedran Palajić koji je dobio pohvalu
- Četiri učenika su sudjelovala na srednjoeuropskoj matematičkoj olimpijadi u Njemačkoj i osvojili jednu zlatnu medalju
- Jedan učenik sudjelovao je na fizikalnoj olimpijadi u Vijetnamu i osvojio brončanu medalju
- Dva učenika (Juraj Ahel, Marica Malenica) sudjelovala su na kemijskoj olimpijadi
- jedanaest učenika je sudjelovalo na Svjetskom festivalu kreativnosti GEF u Sanremu i osvojili prvo mjesto za predstavu i prvo mjesto za izložbeni prostor, te su još i sudjelovali s filmom;
- natjecanje iz informatike, ACSL u SAD-u, sudjelovale tri ekipa od pet učenika svaka, s time da su juniori osvojili zlatnu, intermediate-i zlatnu, a seniori srebrnu medalju;
- četiri učenika je sudjelovalo na natjecanju iz informatike Topcoder u SAD-u;
- međunarodni turnir mladih fizičara u Trogiru gdje su sudjelovala tri učenika i osvojila ekipno srebrnu medalju.

## Poznati maturanti
- Zoran Čutura, košarkaš[4]
- Žarko Domljan, političar[4]
- Tomislav Durbešić, književnik, redatelj i sveučilišni profesor[5]
- Dunja Grbić-Galić, književnica i mikrobiologinja
- Rene Medvešek, glumac, redatelj i sveučilišni profesor[4]
- Sven Medvešek, glumac
- Davor Meštrović, televizijski novinar i voditelj[4]
- Milica Mihaljević, lingvistkinja
- Željka Ogresta, televizijska novinarka i voditeljica[4]
- Davor Pavuna, fizičar[6]
- Nenad Puhovski, redatelj dokumentarnih filmova[7]
- Žarko Puhovski, politički analitičar i marksistički teoretičar[8]
- Ljiljana Saucha, televizijska novinarka i voditeljica[4]
- Zlatan Zuhrić, komičar i glumac[4]

## Vanjske poveznice
- Internetske stranice V. gimnazije
- Facebook stranica V. gimnazije